# Molophilus aricola
Molophilus aricola är en tvåvingeart som beskrevs av Alexander 1930. Molophilus aricola ingår i släktet Molophilus och familjen småharkrankar.
Artens utbredningsområde är Taiwan. Inga underarter finns listade i Catalogue of Life.